# Niels Lodberg
Niels Lodberg (* 14. Oktober 1980 in Hvide Sande) ist ein ehemaliger dänischer Fußballspieler und heutiger -trainer. Derzeit arbeitet er als Co-Trainer von SønderjyskE Fodbold. Lodberg hat früher bei AC Horsens, Ringkøbing IF, Lyngby BK und FC Nordsjælland gespielt.

## Werdegang
Bis zum Jahr 2000 schnürte Lodberg als Amateur die Fußballschuhe für das unterklassige Ringkøbing IF. Dann wechselte er zu Lyngby BK, um dort zunächst in der zweiten Mannschaft zum Einsatz zu kommen. Am Ende der Saison 2000/2001 gab er jedoch auch sein Erstligadebüt für den Klub und erhielt daraufhin einen Profivertrag. In der folgenden Spielzeit musste der Verein wegen finanzieller Schwierigkeiten in der zweiten dänischen Liga spielen, Lodberg erzielte hier seine ersten Treffer als Berufsfußballer. Zur nächsten Saison wurde er vom FC Nordsjælland unter Vertrag genommen und stieg mit dem Verein in die höchste Spielklasse auf. 2004 wechselte er zum AC Horsens. Gleich in seiner ersten Saison 2004/2005 konnte er auch mit Horsens den Aufstieg in die Superliga feiern und erzielte dabei 21 Tore. Lodberg kam für den AC Horsens auch in der ersten Liga zum Einsatz, bevor 2009 der Abstieg erfolgte. Trotzdem blieb Lodberg seinem Verein treu und konnte in der darauffolgenden Saison den direkten Wiederaufstieg feiern.
Nachdem sich Lodberg mit dem AC Horsens 2012 nicht mehr auf einen neuen Vertrag einigen konnte, wechselte er nach acht Jahren und insgesamt 242 Spielen und 53 erzielten Toren für Horsens zu SønderjyskE Fodbold, wo er drei Jahre lang spielte. Anfang 2015 kehrte Lodberg schließlich zum AC Horsens zurück und unterschrieb einen Zwei-Jahres-Vertrag bis Sommer 2017. Er arbeitete zugleich auch als Co-Trainer von Bo Henriksen. Nachdem er Anfang 2016 sein Karriereende als aktiver Fußballspieler verkündete, arbeitete er vollständig als Co-Trainer. Lodberg beschloss Anfang 2017, seine Trainerkarriere als Assistent von Claus Nørgaard bei SønderjyskE Fodbold fortzusetzen.